# Тешка индустрија (музичка група)
Тешка индустрија је босанскохерцеговачка рок-група основана 1974. у Сарајеву. Оснивач групе је клавијатуриста Габор Ленђел, а у оригиналној постави су, уз Ленђела, били гитариста Ведад Хаџиабдић, басиста Ивица Пропадало, бубњар Сенад Беговић и певач Фадил Тоскић.
Праву афирмацију група стиче 1975. доласком певача Сеида Мемића Вајте. У септембру 1975. басисту Пропадала замењује Санин Карић. Текстове песама углавном је писао песник Душко Трифуновић.
Група је свирала „певљиви хард-рок са тежиштем на Ленђеловим оргуљама“, док неки критичари сматрају да је „Тешка индустрија неизбежна карика у историјском низу који повезује прогресивни рок Корнелија Ковача са пастирским роком Горана Бреговића.“

## Чланови групе
- Фадил Тоскић (вокал) (1974)
- Сеид Мемић Вајта (вокал) (1975-76, 2007)
- Горан Ковачевић (вокал) (1976-1978)
- Нарцис Лалић (вокал) (1984)
- Санин Карић (бас-гитара) (1975-1976)
- Александар Костић (бас-гитара) (1975-1976)
- Сеад Трнка (бас-гитара) (1984)
- Ивица Пропадало (бас-гитара) (1974, 2007)
- Ведад Хаџиабдић (гитара) (1974, 2007)
- Фран Шокић
- Роберт Домитровић
- Леа Мијатовић
- Сенад Беговић (бубњеви) (1974-1978)
- Муниб Зоранић (бубњеви) (1976-1984)
- Марко Лазарић (бубњеви) (2007)
- Габор Ленђел (клавијатуре) (1974-77, 2007)
- Зоран Крга (клавијатуре) (1984)
- Дарко Аркус (клавијатуре) (1976-78)
- Игор Распотник (синт, семплови) (2007)
- Ивана Грегурић
- Зринка Мајсторовић
- Игор Разпотник
- Дино Оловчић
- Ален Мустафић
- Адмир Ћеремида
- Харис Капетановић
- Дамјан Брезовец
- Марта Кулиш

## Дискографија

### Синглови
- Караван/УФО (Југотон, 1975)
- Колика је Јахорина планина/Ковачи среће (Југотон, 1975)
- Кадија/Шта је рекла Ана (Југотон, 1975)
- Живот је маскенбал/Нашем путу краја нема (Југотон, 1976)
- Алај ми је вечерас по вољи/Ја и ти и љубав наша (Југотон, 1977)
- Играј мала опа, опа/Отишла је љубав моја (југотон, 1977)

### Албуми
- Хо рук (Југотон, 1976)
- Тешка индустрија (Југотон, 1976)
- Засвирај и за појас задјени (Југотон, 1978)
- Тешка индустрија и С. М. Вајта (Југотон, 1981)
- Поново с вама (Сарајево диск, 1984)
- Руже у асфалту (Art of Voice-Megaton, 1996)
- Кантина (Croatia Records, 2007)
- Назови албум правим именом (Hit Records, 2010)
- Били смо раја (Croatia Records, 2011)

## Фестивали
- Живот је маскенбал (вокал Вајта), '76
- Маре и Марко  (вокал Вајта), 2007
- Кутија од ципела, 2008

Југословенски фестивал револуционарне и родољубиве песме:
- Никола Тесла (вокал Горан Ковачевић), '76

Омладина, Суботица':
- Песма о Титу (Вече Песме о Титу), '80

Хрватски радијски фестивал:
- Нас двоје, 2007
- Тако су ми звијезде сјале, 2008
- Хеј, 2009

Етнофест, Неум:
- Јахорина, 2007
- Доље јужно, 2010
- У мени јесен је, 2011
- Нек' падају ћускије, 2012
- ЕУдала се лијепа наша, 2013
- Пратим те у стопу, 2017

Далматинска шансона, Шибеник:
- Сунце, 2009

Дора, Опатија:
- Назови ствари правим именом, 2010

Задар:
- Такви као ти, 2010

CMC festival, Водице:
- Доље јужно, 2012
- Мајске кише, 2013
- Главе тврдоглаве (дует са Кристијаном Рахимовским), 2023

Сунчане скале, Херцег Нови:
- Мајске кише (са Кемалом Монтеном), 2013, победничка песма

Загреб:
- Још горим од тебе, 2015
- Ново је јутро, 2020

Опатија:
- Ти си ми била нај, нај (Ретроспектива песама са Опатијског фестивала), 2015

Славонија Фест, CMC 200:
- Једном даје нам Бог (са Жељком Бебеком), 2016
- Рекламација, 2017
- Све могу лажима, 2018